# Телфорд-энд-Рикин
Телфорд-энд-Рикин (англ. Telford and Wrekin) — унитарная единица со статусом боро (англ. borough) в графстве Шропшир в Англии. Административный центр — город Телфорд.

## История
Район был создан в 1974 году под названием Те-Рикин (англ. The Wrekin) в качестве района неметропольного графства Шропшир.
Город Телфорд был построен в конце 1960-х — начале 1970-х, и управлялся Корпорацией по развитию Телфорда. После образования района Корпорация была преобразована в Совет района Те-Рикин. В состав Телфорда вошли ранее существовавшие города Доули, Мэйдели, Оукенгейтс и Веллингтон. Вторым по величине городом района является Ньюпорт, расположенный к северу от Телфорда.
1 апреля 1998 года район был преобразован в унитарную единицу, не подчиняющуюся совету графства Шропшир. Унитарная единица, тем не менее, входит в состав церемониального графства Шропшир.
В 2000 году Телфорд-энд-Рикин претендовал на получение статуса «сити», но неудачно. С 2002 года имеет статус района.

## География
Район занимает площадь 290 км² и граничит с церемониальным неметропольным графством Стаффордшир, однако в основном окружён неметропольным графством Шропшир. В соответствии с законом «О местном самоуправлении» от 1972 года в состав унитарной единицы Телфорд-энд-Рикин входят территории городских районов Доули, Мэйдели, Оукенгейтс и Веллингтон, сельского района Веллингтон и часть прихода Шифнол городского района Шифнол.

## Население
Население унитарной единицы в 2001 году составляло 158 325 человек, при средней плотности населения 545 человек/км².

## Состав
В состав унитарной единицы входят 6 городов:
- Веллингтон
- Доли
- Медли
- Ньюпорт
- Окенгейтс
- Телфорд

и 23 общины (англ. Civil parish).

## Политика
Районом Телфорд-энд-Рикин управляет совет унитарной единицы, состоящий из 54 депутатов, избранных в 33 округах. В результате последних выборов 33 места в совете занимают лейбористы.

## Спорт
В городе Телфорд базируется футбольный клуб «Телфорд Юнайтед», выступающий в сезоне 2010/2011 в Северной Конференции.
«Телфорд Юнайтед» принимает соперников на стадионе Нью Бак Хэд (6 тыс. зрителей).